# Elise Reed
Elise Reed (Sacramento, California; 5 de diciembre de 1992) es una artista marcial mixta estadounidense que compite en la división peso paja de la Ultimate Fighting Championship.

## Comienzos
Reed se inició en las artes marciales a los seis años, compitiendo en taekwondo, y luego pasó al kickboxing a los 15. Al tener su primer combate amateur a los 20 años, Reed compitió en los amateurs mientras estudiaba en el Instituto Militar de Virginia. Durante su estancia en la escuela, Elise participó en natación y waterpolo a nivel de la División I de la NCAA, convirtiéndose en la primera mujer RXO de la escuela. Reed sigue en la Reserva del Ejército mientras es propietaria y dirige dos escuelas en Nueva Jersey llamadas Kickside Martial Arts.

## Carrera de artes marciales mixtas

### Inicios
Reed debutó en el peso atómico contra Rebecca Bryggman el 25 de octubre de 2019 en Bellator 231. Ganó el combate por TKO al final del primer asalto.

### Cage Fury Fighting Championships
Reed se enfrentó a Jasmine Jasudavicius por el título de peso paja de Cage Fury Fighting Championships en Cage Fury Fighting Championships 83 el 13 de agosto de 2020. Ganó la pelea por nocaut técnico en el segundo asalto.
Reed defendió su título contra Jillian DeCoursey el 18 de diciembre de 2020 en Cage Fury Fighting Championships 91. Ganó la pelea por decisión unánime.
Reed se enfrentó a Hilarie Rose el 29 de mayo de 2021 en Cage Fury Fighting Championships 97. Ganó la pelea por nocaut técnico en el segundo asalto y retuvo su título.

### Ultimate Fighting Championship
Reed se enfrentó a Sijara Eubanks el 24 de julio de 2021 en UFC on ESPN: Sandhagen vs. Dillashaw. Eubanks perdió la pelea por nocaut técnico en el primer asalto.
Reed se enfrentó a Cory McKenna el 19 de marzo de 2022 en Londres en el UFC Fight Night: Volkov vs. Aspinall. Ganó la pelea por decisión dividida.
Reed se enfrentó a Sam Hughes, nuevamente en Las Vegas, en UFC Fight Night: Holm vs. Vieira, el 21 de mayo de 2022. Perdió la pelea por nocaut técnico en el tercer asalto.
Luego, Reed reemplazó a Hannah Cifers para enfrentar a Melissa Martínez en UFC 279 el 10 de septiembre de 2022. Ganó la pelea por decisión unánime.
Se enfrentó a Jessica Penne el 19 de octubre de 2024 en UFC Fight Night 245, ganando la pelea por decisión unánime.

## Récord en artes marciales mixtas
| Resultado | Récord | Oponente             | Método                      | Evento                                   | Fecha                    | Ronda | Tiempo | Localización |
| --------- | ------ | -------------------- | --------------------------- | ---------------------------------------- | ------------------------ | ----- | ------ | ------------ |
| Derrota   | 8–5    | Denise Gomes         | TKO (golpes)                | UFC Fight Night: Burns vs. Morales       | 17 de mayo de 2025       | 2     | 0:30   | Las Vegas    |
| Victoria  | 8–4    | Jessica Penne        | Decisión (unánime)          | UFC Fight Night: Hernandez vs. Pereira   | 19 de octubre de 2024    | 3     | 5:00   | Las Vegas    |
| Derrota   | 7–4    | Loopy Godínez        | Sumisión (rear-naked choke) | UFC Fight Night: Grasso vs. Shevchenko 2 | 16 de septiembre de 2023 | 2     | 3:37   | Las Vegas    |
| Victoria  | 7–3    | Jinh Yu Frey         | Decisión (unánime)          | UFC on ESPN: Kara-France vs. Albazi      | 3 de junio de 2023       | 3     | 5:00   | Las Vegas    |
| Derrota   | 6–3    | Loma Lookboonmee     | Sumisión (rear-naked choke) | UFC 284                                  | 12 de febrero de 2023    | 2     | 0:44   | Perth        |
| Victoria  | 6–2    | Melissa Martinez     | Decisión (unánime)          | UFC 279                                  | 10 de septiembre de 2022 | 3     | 5:00   | Las Vegas    |
| Derrota   | 5–2    | Sam Hughes           | TKO (codazos y puñetazos)   | UFC Fight Night: Holm vs. Vieira         | 21 de mayo de 2022       | 3     | 3:52   | Las Vegas    |
| Victoria  | 5–1    | Cory McKenna         | Decisión (split)            | UFC Fight Night: Volkov vs. Aspinall     | 19 de marzo de 2022      | 3     | 5:00   | Londres      |
| Derrota   | 4–1    | Sijara Eubanks       | TKO (golpes)                | UFC on ESPN: Sandhagen vs. Dillashaw     | 24 de julio de 2021      | 1     | 3:49   | Las Vegas    |
| Victoria  | 4–0    | Hilarie Rose         | TKO (codazos)               | Cage Fury FC 97                          | 29 de mayo de 2021       | 2     | 4:57   | Filadelfia   |
| Victoria  | 3–0    | Jillian DeCoursey    | Decisión (unánime)          | Cage Fury FC 91                          | 18 de diciembre de 2020  | 4     | 5:00   | Lancaster    |
| Victoria  | 2–0    | Jasmine Jasudavicius | Decisión (split)            | Cage Fury FC 83                          | 13 de agosto de 2020     | 4     | 5:00   | Filadelfia   |
| Victoria  | 1–0    | Rebecca Bryggman     | TKO (puñetazos)             | Bellator 231                             | 25 de octubre de 2019    | 1     | 4:48   | Uncasville   |

## Enlaces personales
- Elise Reed en Facebook
- Elise Reed en Instagram
- Elise Reed en X (antes Twitter)
- Esta obra contiene una traducción  derivada de «Elise Reed» de Wikipedia en inglés, publicada por sus editores bajo la Licencia de documentación libre de GNU y la Licencia Creative Commons Atribución-CompartirIgual 4.0 Internacional.

- Datos: Q112110677